# Хвойничная (приток Берёзовой)
Хвойничная — река в России, протекает по территории Усть-Цилемского района Республике Коми. Устье реки находится в 2 км по правому берегу реки Берёзовой. Длина реки — 11 км.

## Данные водного реестра
По данным государственного водного реестра России относится к Двинско-Печорскому бассейновому округу, водохозяйственный участок реки — Печора от водомерного поста Усть-Цильма и до устья, речной подбассейн реки — бассейны притоков Печоры ниже впадения Усы. Речной бассейн реки — Печора.
По данным геоинформационной системы водохозяйственного районирования территории РФ, подготовленной Федеральным агентством водных ресурсов.